# Protesty po wyborach parlamentarnych w Gruzji (od 2024)
Treść tego artykułu od 2024-12 może nie być zgodna z zasadami neutralnego punktu widzenia.
Dokładniejsze informacje o tym, co należy poprawić, być może znajdują się w dyskusji tego artykułu.
 Po wyeliminowaniu niedoskonałości należy usunąć szablon {{Dopracować}} z tego artykułu.
Ten artykuł dotyczy trwającego wydarzenia. Informacje w nim zamieszczone mogą się zmienić lub zdezaktualizować wraz z postępem zdarzenia, a początkowe doniesienia mogą być niepewne. Ostatnie zmiany tego artykułu mogą nie odzwierciedlać najbardziej aktualnych informacji.
Protesty po wyborach parlamentarnych w Gruzji – protesty zainicjowane przez gruzińską opozycję. Rozpoczęły się 28 października 2024 od ogłoszenia oficjalnych wyników wyborów parlamentarnych przez Centralną Komisję Wyborczą. Wskazywały one, że po przeliczeniu głosów ze wszystkich lokali wyborczych w kraju zwyciężyło rządzące Gruzją od 12 lat Gruzińskie Marzenie, zdobywając 53,93 procent głosów. Opozycja nie uznała wyników tych wyborów zarzucając ich sfałszowanie, a na ulicach Tbilisi zgromadzili się obywatele, którzy demonstrowali przeciw rosyjskim wpływom, jakie ich zdaniem występują w partii sprawującej władzę. Demonstracje przybrały na sile pod koniec listopada, kiedy premier Gruzji Irakli Kobachidze ogłosił wstrzymanie negocjacji akcesyjnych z Unią Europejską do 2028.

## Tło i wydarzenia
W czasie kampanii wyborczej Gruzińskie Marzenie przedstawiało wybory parlamentarne jako wybór między pokojem a wojną, do której według ich narracji, miałaby doprowadzić opozycja. Kontrowersje wzbudziło używanie na plakatach wyborczych zdjęć ze zniszczonej Ukrainy w kontraście z bezpieczną Gruzją. Z kolei opozycja przedstawiała elekcje jako wybór między integracją z Europą a zwiększeniem rosyjskich wpływów.
Same wybory odbywały się w niespokojnej atmosferze. Przed lokalami wyborczymi dochodziło do bójek, a w sieci pojawiły się nagrania przedstawiające osoby wrzucające dziesiątki kart wyborczych do urn. Organizacje pozarządowe oskarżyły Gruzińskie Marzenie o kupowanie głosów oraz o groźby utraty pracy, które miały być kierowane do pracowników administracji w przypadku głosowania na opozycję.
28 października tysiące ludzi zebrało się przed budynkiem parlamentu w Tbilisi w proteście przeciwko wynikom wyborów parlamentarnych. Zwracając się do demonstrantów, prezydent Gruzji Salome Zurabiszwili stwierdziła, że „to nie Wy przegraliście te wybory, to Wasze głosy zostały ukradzione, próbowano też ukraść Waszą przyszłość”.
4 listopada partie opozycyjne w stolicy Gruzji zorganizowały duży wiec przed budynkiem parlamentu, na którym ogłosiły swój kilkuetapowy plan działania. Zakładał on:
1. Wezwanie do powtórzenia wyborów;
2. Nieuznanie wyników wyborów z 26 października, a także nowo wybranego parlamentu;
3. Organizowanie codziennych, spontanicznych i pokojowych zgromadzeń najpierw w Tbilisi, a następnie w całej Gruzji;
4. Eskalację każdych kolejnych protestów i ich skoncentrowanie na konkretnych celach;
5. Zbieranie dowodów i dokumentacji w celu wszczęcia międzynarodowego śledztwa w sprawie oszustw wyborczych.

12 listopada tłum ponownie zebrał się pod gruzińskim parlamentem. Demonstranci wymachiwali flagami Gruzji i Unii Europejskiej. Domagali się rozpisania nowych wyborów parlamentarnych pod międzynarodowym nadzorem i śledztwa w sprawie oszustwa wyborczego.
14 listopada doszło do strajku studentów w Batumi, którzy zajęli miejscowy uniwersytet. W odpowiedzi w budynku wyłączono ogrzewanie i dwukrotnie odcięto prąd. Protestujący oskarżyli administrację uczelni o sprzymierzenie się z partią rządzącą. Dzień później studenci demonstrowali przed budynkiem placówki.
15 listopada sąd w Tbilisi oddalił 11 pozwów złożonych przez partie opozycyjne i grupy społeczeństwa obywatelskiego kwestionujących przebieg wyborów, w których stroną pozwaną była CKW.  Gdy następnego dnia CKW oficjalnie zatwierdziła wynik wyborów, jej przewodniczący Giorgi Kalandariszwili został oblany czarną farbą przez jednego z jej członków, Davida Kirtadze, który powiedział, że oficjalne wyniki głosowania nie odzwierciedlają prawdziwej woli wyborców.
17 listopada przed budynkiem parlamentu odbył się następny duży wiec, a Koalicja na rzecz Zmian zainicjowała równoległy protest w pobliżu Tbiliskiego Uniwersytetu Państwowego. Grupa zablokowała ulicę, rozbiła namioty i ogłosiła 24-godzinny strajk okupacyjny. Protest miał charakter pokojowy, a policja powstrzymała się od interwencji. Wieczorem demonstranci z Alei Rustawelego dołączyli do grupy przy uniwersytecie.
18 listopada prezydent Zurabiszwili złożyła wniosek do Sądu Konstytucyjnego o unieważnienie wyników wyborów. Stwierdziła w nim, że wyniki wyborów są niekonstytucyjne i powołała się na naruszenie zasad powszechności i tajności.
25 listopada odbyło się inauguracyjne posiedzenie nowego parlamentu, w którym, wzięło udział 88 posłów Gruzińskiego Marzenia (na 150 miejsc). Prezydent Salome Zurabiszwili, która nie zaakceptowała ostatecznych wyników wyborów nie wzięła w nim udziału. Konstytucjonaliści zaś stwierdzili, że rozpoczęcie obrad parlamentu bez zwołania jego posiedzenia przez prezydenta jest pogwałceniem konstytucji, kwestionuje jego legalność i jest de facto przejęciem władzy.
28 listopada Irakli Kobachidze oświadczył o wstrzymaniu rozmów akcesyjnych z Unią Europejską do końca roku 2028. Poinformował on również o rezygnacji z unijnej pomocy, mówiąc że jest ona środkiem szantażu wobec gruzińskiego rządu. W reakcji na wystąpienie premiera Zurabiszwili odbyła pilne spotkanie z korpusem dyplomatycznym. Tego samego dnia rozpoczęły się akcje protestacyjne w gruzińskich miastach, między innymi w Tbilisi, Batumi, Kutaisi i Zugdidi. Po odbyciu spotkania z dyplomatami Zurabiszwili wystąpiła z przemówieniem, w którym nazwała decyzje obecnego rządu „przewrotem konstytucyjnym” i „skierowaniem Gruzji w kierunku Rosji”. W swoim oświadczeniu zwróciła się ona do policji, wojska i zachodnich partnerów. W późnych godzinach wieczornych w Tbilisi doszło do starć z policją. Prezydent około północy 29 listopada dołączyła do protestujących w stolicy i udała się w stronę sił specjalnych przygotowujących się do rozproszenia zebranego pod parlamentem tłumu. Policja i siły specjalne użyły przy tym środków przymusu bezpośredniego. Protestujący używali fajerwerków, aby bronić się przed używanymi przez policję armatkami wodnymi – w związku z tym niektóre media nazwały ten etap protestów mianem „rewolucji fajerwerków”. Podczas interwencji służb doszło do pobić dziennikarzy i działaczy opozycyjnych. 29 listopada służbom porządkowym udało się wypchnąć protestujących z alei Rustawelego, znajdującej się w centrum miasta. W mediach społecznościowych zaczęły być rozpowszechniane nagrania pobić uczestników zgromadzenia przez zamaskowanych funkcjonariuszy policji.
29 listopada Otar Berdzeniszwili, gruziński ambasador w Bułgarii, oświadczył o podaniu się do dymisji w ramach protestu przeciwko wstrzymaniu integracji europejskiej i brutalnemu rozgonieniu demonstrantów. Dwa prywatne uniwersytety w Tbilisi, Uniwersytet Gruzji i Kaukazki Uniwersytet, poinformowały o wstrzymaniu procesu nauczania w związku z obecnymi wydarzeniami w państwie. Ponad 40 pracowników Ministerstwa Obrony Gruzji wspólnie opowiedziało się za koniecznością utrzymywania kursu polityki państwa na integrację z Unią Europejską. Część pracowników gruzińskiego Sądu Konstytucyjnego wezwało rząd do przemyślenia swojej decyzji na temat wstrzymania rozmów akcesyjnych z UE. Wieczorem protestujący ponownie w okolicach godzin wieczornych zaczęli wychodzić na ulicę. Około godziny 23:00 służby porządkowe ponownie przystąpiły do rozganiania tłumu zebranego przed parlamentem Gruzji. Ministerstwo Spraw Wewnętrznych kraju poinformowało o zatrzymaniu 107 osób w nocy z 29 na 30 listopada. Doszło do wielu masowych pobić demonstrantów oraz dziennikarzy transmitujących na żywo wydarzenia z Tbilisi.
1 grudnia poinformowano o przejściu części protestujących pod budynek telewizji państwowej. Tłum domagał się transmisji na żywo z demonstracji, oraz przydzielenia czasu antenowego dla prezydenta kraju, przedstawicieli partii opozycyjnych i protestujących Gruzinów. Zarzucił także manipulacje i nierzetelność publicznemu nadawcy.

## Represje wobec uczestników
Do 1 grudnia liczba osób zatrzymanych na terenie całej Gruzji wyniosła 200. 4 grudnia mowa była już o 293 zatrzymanych osobach – wśród nich miał znaleźć się lider jednej z partii opozycyjnych Nika Gwaramia.